# Siarhej Linh
Siarhej Stsiapanavitj Linh (belarusiska: Сярге́й Сцяпа́навіч Лінг, łacinka: Siarhiej Sciapanavič Linh, ryska: Серге́й Степа́нович Линг, Sergej Stepanovitj Ling), född den 7 maj 1937 i Minsk, Vitryska SSR, Sovjetunionen (nuvarande Belarus), är en belarusisk politiker och som var Belarus premiärminister 19 februari 1997–18 februari 2000. Han var dessförinnan tillförordnad premiärminister från den 18 november 1996.